# Slutspel med damer och andra pjäser
Den här artikeln använder algebraisk schacknotation för att beskriva schackdragen.
Slutspel med damer och andra pjäser är slutspel i schack där damer och andra pjäser återstår. Här ingår både slutspel med damer och andra pjäser på båda sidor, och slutspel med dam mot andra pjäser, till exempel dam mot två torn.

## Damer och andra pjäser på båda sidor

### Damer och torn
Med tunga pjäser har båda sidor stora angreppsresurser och kungens säkerhet är avgörande (utan bönder är det för det mesta vunnet för den som är vid draget). En materiell fördel är mindre viktig. 
Man bör sträva efter att aktivera sina tunga pjäser så mycket som möjligt för att antingen komma till ett mattangrepp eller avveckla till ett vunnet slutspel med färre pjäser.
|   | a | b | c | d | e | f | g | h |   |
| 8 | d8 svart drottning · g8 svart kung · a7 svart bonde · b7 svart bonde · e6 svart bonde · g6 svart bonde · h5 svart bonde · f4 svart bonde · h4 vit bonde · b3 vit drottning · g3 vit bonde · a2 vit bonde · b2 vit bonde · f2 vit bonde · g1 vit kung | d8 svart drottning · g8 svart kung · a7 svart bonde · b7 svart bonde · e6 svart bonde · g6 svart bonde · h5 svart bonde · f4 svart bonde · h4 vit bonde · b3 vit drottning · g3 vit bonde · a2 vit bonde · b2 vit bonde · f2 vit bonde · g1 vit kung | d8 svart drottning · g8 svart kung · a7 svart bonde · b7 svart bonde · e6 svart bonde · g6 svart bonde · h5 svart bonde · f4 svart bonde · h4 vit bonde · b3 vit drottning · g3 vit bonde · a2 vit bonde · b2 vit bonde · f2 vit bonde · g1 vit kung | d8 svart drottning · g8 svart kung · a7 svart bonde · b7 svart bonde · e6 svart bonde · g6 svart bonde · h5 svart bonde · f4 svart bonde · h4 vit bonde · b3 vit drottning · g3 vit bonde · a2 vit bonde · b2 vit bonde · f2 vit bonde · g1 vit kung | d8 svart drottning · g8 svart kung · a7 svart bonde · b7 svart bonde · e6 svart bonde · g6 svart bonde · h5 svart bonde · f4 svart bonde · h4 vit bonde · b3 vit drottning · g3 vit bonde · a2 vit bonde · b2 vit bonde · f2 vit bonde · g1 vit kung | d8 svart drottning · g8 svart kung · a7 svart bonde · b7 svart bonde · e6 svart bonde · g6 svart bonde · h5 svart bonde · f4 svart bonde · h4 vit bonde · b3 vit drottning · g3 vit bonde · a2 vit bonde · b2 vit bonde · f2 vit bonde · g1 vit kung | d8 svart drottning · g8 svart kung · a7 svart bonde · b7 svart bonde · e6 svart bonde · g6 svart bonde · h5 svart bonde · f4 svart bonde · h4 vit bonde · b3 vit drottning · g3 vit bonde · a2 vit bonde · b2 vit bonde · f2 vit bonde · g1 vit kung | d8 svart drottning · g8 svart kung · a7 svart bonde · b7 svart bonde · e6 svart bonde · g6 svart bonde · h5 svart bonde · f4 svart bonde · h4 vit bonde · b3 vit drottning · g3 vit bonde · a2 vit bonde · b2 vit bonde · f2 vit bonde · g1 vit kung | 8 |
| 7 | d8 svart drottning · g8 svart kung · a7 svart bonde · b7 svart bonde · e6 svart bonde · g6 svart bonde · h5 svart bonde · f4 svart bonde · h4 vit bonde · b3 vit drottning · g3 vit bonde · a2 vit bonde · b2 vit bonde · f2 vit bonde · g1 vit kung | d8 svart drottning · g8 svart kung · a7 svart bonde · b7 svart bonde · e6 svart bonde · g6 svart bonde · h5 svart bonde · f4 svart bonde · h4 vit bonde · b3 vit drottning · g3 vit bonde · a2 vit bonde · b2 vit bonde · f2 vit bonde · g1 vit kung | d8 svart drottning · g8 svart kung · a7 svart bonde · b7 svart bonde · e6 svart bonde · g6 svart bonde · h5 svart bonde · f4 svart bonde · h4 vit bonde · b3 vit drottning · g3 vit bonde · a2 vit bonde · b2 vit bonde · f2 vit bonde · g1 vit kung | d8 svart drottning · g8 svart kung · a7 svart bonde · b7 svart bonde · e6 svart bonde · g6 svart bonde · h5 svart bonde · f4 svart bonde · h4 vit bonde · b3 vit drottning · g3 vit bonde · a2 vit bonde · b2 vit bonde · f2 vit bonde · g1 vit kung | d8 svart drottning · g8 svart kung · a7 svart bonde · b7 svart bonde · e6 svart bonde · g6 svart bonde · h5 svart bonde · f4 svart bonde · h4 vit bonde · b3 vit drottning · g3 vit bonde · a2 vit bonde · b2 vit bonde · f2 vit bonde · g1 vit kung | d8 svart drottning · g8 svart kung · a7 svart bonde · b7 svart bonde · e6 svart bonde · g6 svart bonde · h5 svart bonde · f4 svart bonde · h4 vit bonde · b3 vit drottning · g3 vit bonde · a2 vit bonde · b2 vit bonde · f2 vit bonde · g1 vit kung | d8 svart drottning · g8 svart kung · a7 svart bonde · b7 svart bonde · e6 svart bonde · g6 svart bonde · h5 svart bonde · f4 svart bonde · h4 vit bonde · b3 vit drottning · g3 vit bonde · a2 vit bonde · b2 vit bonde · f2 vit bonde · g1 vit kung | d8 svart drottning · g8 svart kung · a7 svart bonde · b7 svart bonde · e6 svart bonde · g6 svart bonde · h5 svart bonde · f4 svart bonde · h4 vit bonde · b3 vit drottning · g3 vit bonde · a2 vit bonde · b2 vit bonde · f2 vit bonde · g1 vit kung | 7 |
| 6 | d8 svart drottning · g8 svart kung · a7 svart bonde · b7 svart bonde · e6 svart bonde · g6 svart bonde · h5 svart bonde · f4 svart bonde · h4 vit bonde · b3 vit drottning · g3 vit bonde · a2 vit bonde · b2 vit bonde · f2 vit bonde · g1 vit kung | d8 svart drottning · g8 svart kung · a7 svart bonde · b7 svart bonde · e6 svart bonde · g6 svart bonde · h5 svart bonde · f4 svart bonde · h4 vit bonde · b3 vit drottning · g3 vit bonde · a2 vit bonde · b2 vit bonde · f2 vit bonde · g1 vit kung | d8 svart drottning · g8 svart kung · a7 svart bonde · b7 svart bonde · e6 svart bonde · g6 svart bonde · h5 svart bonde · f4 svart bonde · h4 vit bonde · b3 vit drottning · g3 vit bonde · a2 vit bonde · b2 vit bonde · f2 vit bonde · g1 vit kung | d8 svart drottning · g8 svart kung · a7 svart bonde · b7 svart bonde · e6 svart bonde · g6 svart bonde · h5 svart bonde · f4 svart bonde · h4 vit bonde · b3 vit drottning · g3 vit bonde · a2 vit bonde · b2 vit bonde · f2 vit bonde · g1 vit kung | d8 svart drottning · g8 svart kung · a7 svart bonde · b7 svart bonde · e6 svart bonde · g6 svart bonde · h5 svart bonde · f4 svart bonde · h4 vit bonde · b3 vit drottning · g3 vit bonde · a2 vit bonde · b2 vit bonde · f2 vit bonde · g1 vit kung | d8 svart drottning · g8 svart kung · a7 svart bonde · b7 svart bonde · e6 svart bonde · g6 svart bonde · h5 svart bonde · f4 svart bonde · h4 vit bonde · b3 vit drottning · g3 vit bonde · a2 vit bonde · b2 vit bonde · f2 vit bonde · g1 vit kung | d8 svart drottning · g8 svart kung · a7 svart bonde · b7 svart bonde · e6 svart bonde · g6 svart bonde · h5 svart bonde · f4 svart bonde · h4 vit bonde · b3 vit drottning · g3 vit bonde · a2 vit bonde · b2 vit bonde · f2 vit bonde · g1 vit kung | d8 svart drottning · g8 svart kung · a7 svart bonde · b7 svart bonde · e6 svart bonde · g6 svart bonde · h5 svart bonde · f4 svart bonde · h4 vit bonde · b3 vit drottning · g3 vit bonde · a2 vit bonde · b2 vit bonde · f2 vit bonde · g1 vit kung | 6 |
| 5 | d8 svart drottning · g8 svart kung · a7 svart bonde · b7 svart bonde · e6 svart bonde · g6 svart bonde · h5 svart bonde · f4 svart bonde · h4 vit bonde · b3 vit drottning · g3 vit bonde · a2 vit bonde · b2 vit bonde · f2 vit bonde · g1 vit kung | d8 svart drottning · g8 svart kung · a7 svart bonde · b7 svart bonde · e6 svart bonde · g6 svart bonde · h5 svart bonde · f4 svart bonde · h4 vit bonde · b3 vit drottning · g3 vit bonde · a2 vit bonde · b2 vit bonde · f2 vit bonde · g1 vit kung | d8 svart drottning · g8 svart kung · a7 svart bonde · b7 svart bonde · e6 svart bonde · g6 svart bonde · h5 svart bonde · f4 svart bonde · h4 vit bonde · b3 vit drottning · g3 vit bonde · a2 vit bonde · b2 vit bonde · f2 vit bonde · g1 vit kung | d8 svart drottning · g8 svart kung · a7 svart bonde · b7 svart bonde · e6 svart bonde · g6 svart bonde · h5 svart bonde · f4 svart bonde · h4 vit bonde · b3 vit drottning · g3 vit bonde · a2 vit bonde · b2 vit bonde · f2 vit bonde · g1 vit kung | d8 svart drottning · g8 svart kung · a7 svart bonde · b7 svart bonde · e6 svart bonde · g6 svart bonde · h5 svart bonde · f4 svart bonde · h4 vit bonde · b3 vit drottning · g3 vit bonde · a2 vit bonde · b2 vit bonde · f2 vit bonde · g1 vit kung | d8 svart drottning · g8 svart kung · a7 svart bonde · b7 svart bonde · e6 svart bonde · g6 svart bonde · h5 svart bonde · f4 svart bonde · h4 vit bonde · b3 vit drottning · g3 vit bonde · a2 vit bonde · b2 vit bonde · f2 vit bonde · g1 vit kung | d8 svart drottning · g8 svart kung · a7 svart bonde · b7 svart bonde · e6 svart bonde · g6 svart bonde · h5 svart bonde · f4 svart bonde · h4 vit bonde · b3 vit drottning · g3 vit bonde · a2 vit bonde · b2 vit bonde · f2 vit bonde · g1 vit kung | d8 svart drottning · g8 svart kung · a7 svart bonde · b7 svart bonde · e6 svart bonde · g6 svart bonde · h5 svart bonde · f4 svart bonde · h4 vit bonde · b3 vit drottning · g3 vit bonde · a2 vit bonde · b2 vit bonde · f2 vit bonde · g1 vit kung | 5 |
| 4 | d8 svart drottning · g8 svart kung · a7 svart bonde · b7 svart bonde · e6 svart bonde · g6 svart bonde · h5 svart bonde · f4 svart bonde · h4 vit bonde · b3 vit drottning · g3 vit bonde · a2 vit bonde · b2 vit bonde · f2 vit bonde · g1 vit kung | d8 svart drottning · g8 svart kung · a7 svart bonde · b7 svart bonde · e6 svart bonde · g6 svart bonde · h5 svart bonde · f4 svart bonde · h4 vit bonde · b3 vit drottning · g3 vit bonde · a2 vit bonde · b2 vit bonde · f2 vit bonde · g1 vit kung | d8 svart drottning · g8 svart kung · a7 svart bonde · b7 svart bonde · e6 svart bonde · g6 svart bonde · h5 svart bonde · f4 svart bonde · h4 vit bonde · b3 vit drottning · g3 vit bonde · a2 vit bonde · b2 vit bonde · f2 vit bonde · g1 vit kung | d8 svart drottning · g8 svart kung · a7 svart bonde · b7 svart bonde · e6 svart bonde · g6 svart bonde · h5 svart bonde · f4 svart bonde · h4 vit bonde · b3 vit drottning · g3 vit bonde · a2 vit bonde · b2 vit bonde · f2 vit bonde · g1 vit kung | d8 svart drottning · g8 svart kung · a7 svart bonde · b7 svart bonde · e6 svart bonde · g6 svart bonde · h5 svart bonde · f4 svart bonde · h4 vit bonde · b3 vit drottning · g3 vit bonde · a2 vit bonde · b2 vit bonde · f2 vit bonde · g1 vit kung | d8 svart drottning · g8 svart kung · a7 svart bonde · b7 svart bonde · e6 svart bonde · g6 svart bonde · h5 svart bonde · f4 svart bonde · h4 vit bonde · b3 vit drottning · g3 vit bonde · a2 vit bonde · b2 vit bonde · f2 vit bonde · g1 vit kung | d8 svart drottning · g8 svart kung · a7 svart bonde · b7 svart bonde · e6 svart bonde · g6 svart bonde · h5 svart bonde · f4 svart bonde · h4 vit bonde · b3 vit drottning · g3 vit bonde · a2 vit bonde · b2 vit bonde · f2 vit bonde · g1 vit kung | d8 svart drottning · g8 svart kung · a7 svart bonde · b7 svart bonde · e6 svart bonde · g6 svart bonde · h5 svart bonde · f4 svart bonde · h4 vit bonde · b3 vit drottning · g3 vit bonde · a2 vit bonde · b2 vit bonde · f2 vit bonde · g1 vit kung | 4 |
| 3 | d8 svart drottning · g8 svart kung · a7 svart bonde · b7 svart bonde · e6 svart bonde · g6 svart bonde · h5 svart bonde · f4 svart bonde · h4 vit bonde · b3 vit drottning · g3 vit bonde · a2 vit bonde · b2 vit bonde · f2 vit bonde · g1 vit kung | d8 svart drottning · g8 svart kung · a7 svart bonde · b7 svart bonde · e6 svart bonde · g6 svart bonde · h5 svart bonde · f4 svart bonde · h4 vit bonde · b3 vit drottning · g3 vit bonde · a2 vit bonde · b2 vit bonde · f2 vit bonde · g1 vit kung | d8 svart drottning · g8 svart kung · a7 svart bonde · b7 svart bonde · e6 svart bonde · g6 svart bonde · h5 svart bonde · f4 svart bonde · h4 vit bonde · b3 vit drottning · g3 vit bonde · a2 vit bonde · b2 vit bonde · f2 vit bonde · g1 vit kung | d8 svart drottning · g8 svart kung · a7 svart bonde · b7 svart bonde · e6 svart bonde · g6 svart bonde · h5 svart bonde · f4 svart bonde · h4 vit bonde · b3 vit drottning · g3 vit bonde · a2 vit bonde · b2 vit bonde · f2 vit bonde · g1 vit kung | d8 svart drottning · g8 svart kung · a7 svart bonde · b7 svart bonde · e6 svart bonde · g6 svart bonde · h5 svart bonde · f4 svart bonde · h4 vit bonde · b3 vit drottning · g3 vit bonde · a2 vit bonde · b2 vit bonde · f2 vit bonde · g1 vit kung | d8 svart drottning · g8 svart kung · a7 svart bonde · b7 svart bonde · e6 svart bonde · g6 svart bonde · h5 svart bonde · f4 svart bonde · h4 vit bonde · b3 vit drottning · g3 vit bonde · a2 vit bonde · b2 vit bonde · f2 vit bonde · g1 vit kung | d8 svart drottning · g8 svart kung · a7 svart bonde · b7 svart bonde · e6 svart bonde · g6 svart bonde · h5 svart bonde · f4 svart bonde · h4 vit bonde · b3 vit drottning · g3 vit bonde · a2 vit bonde · b2 vit bonde · f2 vit bonde · g1 vit kung | d8 svart drottning · g8 svart kung · a7 svart bonde · b7 svart bonde · e6 svart bonde · g6 svart bonde · h5 svart bonde · f4 svart bonde · h4 vit bonde · b3 vit drottning · g3 vit bonde · a2 vit bonde · b2 vit bonde · f2 vit bonde · g1 vit kung | 3 |
| 2 | d8 svart drottning · g8 svart kung · a7 svart bonde · b7 svart bonde · e6 svart bonde · g6 svart bonde · h5 svart bonde · f4 svart bonde · h4 vit bonde · b3 vit drottning · g3 vit bonde · a2 vit bonde · b2 vit bonde · f2 vit bonde · g1 vit kung | d8 svart drottning · g8 svart kung · a7 svart bonde · b7 svart bonde · e6 svart bonde · g6 svart bonde · h5 svart bonde · f4 svart bonde · h4 vit bonde · b3 vit drottning · g3 vit bonde · a2 vit bonde · b2 vit bonde · f2 vit bonde · g1 vit kung | d8 svart drottning · g8 svart kung · a7 svart bonde · b7 svart bonde · e6 svart bonde · g6 svart bonde · h5 svart bonde · f4 svart bonde · h4 vit bonde · b3 vit drottning · g3 vit bonde · a2 vit bonde · b2 vit bonde · f2 vit bonde · g1 vit kung | d8 svart drottning · g8 svart kung · a7 svart bonde · b7 svart bonde · e6 svart bonde · g6 svart bonde · h5 svart bonde · f4 svart bonde · h4 vit bonde · b3 vit drottning · g3 vit bonde · a2 vit bonde · b2 vit bonde · f2 vit bonde · g1 vit kung | d8 svart drottning · g8 svart kung · a7 svart bonde · b7 svart bonde · e6 svart bonde · g6 svart bonde · h5 svart bonde · f4 svart bonde · h4 vit bonde · b3 vit drottning · g3 vit bonde · a2 vit bonde · b2 vit bonde · f2 vit bonde · g1 vit kung | d8 svart drottning · g8 svart kung · a7 svart bonde · b7 svart bonde · e6 svart bonde · g6 svart bonde · h5 svart bonde · f4 svart bonde · h4 vit bonde · b3 vit drottning · g3 vit bonde · a2 vit bonde · b2 vit bonde · f2 vit bonde · g1 vit kung | d8 svart drottning · g8 svart kung · a7 svart bonde · b7 svart bonde · e6 svart bonde · g6 svart bonde · h5 svart bonde · f4 svart bonde · h4 vit bonde · b3 vit drottning · g3 vit bonde · a2 vit bonde · b2 vit bonde · f2 vit bonde · g1 vit kung | d8 svart drottning · g8 svart kung · a7 svart bonde · b7 svart bonde · e6 svart bonde · g6 svart bonde · h5 svart bonde · f4 svart bonde · h4 vit bonde · b3 vit drottning · g3 vit bonde · a2 vit bonde · b2 vit bonde · f2 vit bonde · g1 vit kung | 2 |
| 1 | d8 svart drottning · g8 svart kung · a7 svart bonde · b7 svart bonde · e6 svart bonde · g6 svart bonde · h5 svart bonde · f4 svart bonde · h4 vit bonde · b3 vit drottning · g3 vit bonde · a2 vit bonde · b2 vit bonde · f2 vit bonde · g1 vit kung | d8 svart drottning · g8 svart kung · a7 svart bonde · b7 svart bonde · e6 svart bonde · g6 svart bonde · h5 svart bonde · f4 svart bonde · h4 vit bonde · b3 vit drottning · g3 vit bonde · a2 vit bonde · b2 vit bonde · f2 vit bonde · g1 vit kung | d8 svart drottning · g8 svart kung · a7 svart bonde · b7 svart bonde · e6 svart bonde · g6 svart bonde · h5 svart bonde · f4 svart bonde · h4 vit bonde · b3 vit drottning · g3 vit bonde · a2 vit bonde · b2 vit bonde · f2 vit bonde · g1 vit kung | d8 svart drottning · g8 svart kung · a7 svart bonde · b7 svart bonde · e6 svart bonde · g6 svart bonde · h5 svart bonde · f4 svart bonde · h4 vit bonde · b3 vit drottning · g3 vit bonde · a2 vit bonde · b2 vit bonde · f2 vit bonde · g1 vit kung | d8 svart drottning · g8 svart kung · a7 svart bonde · b7 svart bonde · e6 svart bonde · g6 svart bonde · h5 svart bonde · f4 svart bonde · h4 vit bonde · b3 vit drottning · g3 vit bonde · a2 vit bonde · b2 vit bonde · f2 vit bonde · g1 vit kung | d8 svart drottning · g8 svart kung · a7 svart bonde · b7 svart bonde · e6 svart bonde · g6 svart bonde · h5 svart bonde · f4 svart bonde · h4 vit bonde · b3 vit drottning · g3 vit bonde · a2 vit bonde · b2 vit bonde · f2 vit bonde · g1 vit kung | d8 svart drottning · g8 svart kung · a7 svart bonde · b7 svart bonde · e6 svart bonde · g6 svart bonde · h5 svart bonde · f4 svart bonde · h4 vit bonde · b3 vit drottning · g3 vit bonde · a2 vit bonde · b2 vit bonde · f2 vit bonde · g1 vit kung | d8 svart drottning · g8 svart kung · a7 svart bonde · b7 svart bonde · e6 svart bonde · g6 svart bonde · h5 svart bonde · f4 svart bonde · h4 vit bonde · b3 vit drottning · g3 vit bonde · a2 vit bonde · b2 vit bonde · f2 vit bonde · g1 vit kung | 1 |
|   | a | b | c | d | e | f | g | h |   |

I diagrammet har vit fördelen av en säkrare kung och aktiva pjäser. Han har också en isolerad d-bonde, men det han absolut ska undvika är att passivt försvara den.
27.Tc3
Vit tar kontroll över c-linjen.
27...Td8
På 27...Tc8 vinner vit g6-bonden med 28.Dh6.
28.Dg3 Dg7 29.Tc7
Här star tornet perfekt och hotar både svarts kung och bönderna på damflygeln.
29...Df6 30.Db3!
Se det andra diagrammet. Vit prioriterar helt korrekt initiativet framför att erövra bönder.
30...Txd4 31.g3
Vit säkrar sin kungsställning innan han ger sig på svarts bönder.
31...f4
Svart försöker bända upp vits kungsställning men det ger vit möjligheten att avveckla till ett vunnet damslutspel.
32.Tc8+ Td8 33.Txd8+ Dxd8
Se det tredje diagrammet.
34.Dxe6+ Kg7 35.De5+ Kh7 36.Dxf4 
och vit vann damslutspelet.

### Damer och lätta pjäser
|   | a | b | c | d | e | f | g | h |   |
| 8 | e7 vit drottning · f7 svart bonde · g7 svart kung · e5 svart bonde · g5 vit springare · d4 svart drottning · e4 vit bonde · g4 vit bonde · f3 vit bonde · b2 svart bonde · g2 vit kung · h2 vit bonde · d1 svart löpare | e7 vit drottning · f7 svart bonde · g7 svart kung · e5 svart bonde · g5 vit springare · d4 svart drottning · e4 vit bonde · g4 vit bonde · f3 vit bonde · b2 svart bonde · g2 vit kung · h2 vit bonde · d1 svart löpare | e7 vit drottning · f7 svart bonde · g7 svart kung · e5 svart bonde · g5 vit springare · d4 svart drottning · e4 vit bonde · g4 vit bonde · f3 vit bonde · b2 svart bonde · g2 vit kung · h2 vit bonde · d1 svart löpare | e7 vit drottning · f7 svart bonde · g7 svart kung · e5 svart bonde · g5 vit springare · d4 svart drottning · e4 vit bonde · g4 vit bonde · f3 vit bonde · b2 svart bonde · g2 vit kung · h2 vit bonde · d1 svart löpare | e7 vit drottning · f7 svart bonde · g7 svart kung · e5 svart bonde · g5 vit springare · d4 svart drottning · e4 vit bonde · g4 vit bonde · f3 vit bonde · b2 svart bonde · g2 vit kung · h2 vit bonde · d1 svart löpare | e7 vit drottning · f7 svart bonde · g7 svart kung · e5 svart bonde · g5 vit springare · d4 svart drottning · e4 vit bonde · g4 vit bonde · f3 vit bonde · b2 svart bonde · g2 vit kung · h2 vit bonde · d1 svart löpare | e7 vit drottning · f7 svart bonde · g7 svart kung · e5 svart bonde · g5 vit springare · d4 svart drottning · e4 vit bonde · g4 vit bonde · f3 vit bonde · b2 svart bonde · g2 vit kung · h2 vit bonde · d1 svart löpare | e7 vit drottning · f7 svart bonde · g7 svart kung · e5 svart bonde · g5 vit springare · d4 svart drottning · e4 vit bonde · g4 vit bonde · f3 vit bonde · b2 svart bonde · g2 vit kung · h2 vit bonde · d1 svart löpare | 8 |
| 7 | e7 vit drottning · f7 svart bonde · g7 svart kung · e5 svart bonde · g5 vit springare · d4 svart drottning · e4 vit bonde · g4 vit bonde · f3 vit bonde · b2 svart bonde · g2 vit kung · h2 vit bonde · d1 svart löpare | e7 vit drottning · f7 svart bonde · g7 svart kung · e5 svart bonde · g5 vit springare · d4 svart drottning · e4 vit bonde · g4 vit bonde · f3 vit bonde · b2 svart bonde · g2 vit kung · h2 vit bonde · d1 svart löpare | e7 vit drottning · f7 svart bonde · g7 svart kung · e5 svart bonde · g5 vit springare · d4 svart drottning · e4 vit bonde · g4 vit bonde · f3 vit bonde · b2 svart bonde · g2 vit kung · h2 vit bonde · d1 svart löpare | e7 vit drottning · f7 svart bonde · g7 svart kung · e5 svart bonde · g5 vit springare · d4 svart drottning · e4 vit bonde · g4 vit bonde · f3 vit bonde · b2 svart bonde · g2 vit kung · h2 vit bonde · d1 svart löpare | e7 vit drottning · f7 svart bonde · g7 svart kung · e5 svart bonde · g5 vit springare · d4 svart drottning · e4 vit bonde · g4 vit bonde · f3 vit bonde · b2 svart bonde · g2 vit kung · h2 vit bonde · d1 svart löpare | e7 vit drottning · f7 svart bonde · g7 svart kung · e5 svart bonde · g5 vit springare · d4 svart drottning · e4 vit bonde · g4 vit bonde · f3 vit bonde · b2 svart bonde · g2 vit kung · h2 vit bonde · d1 svart löpare | e7 vit drottning · f7 svart bonde · g7 svart kung · e5 svart bonde · g5 vit springare · d4 svart drottning · e4 vit bonde · g4 vit bonde · f3 vit bonde · b2 svart bonde · g2 vit kung · h2 vit bonde · d1 svart löpare | e7 vit drottning · f7 svart bonde · g7 svart kung · e5 svart bonde · g5 vit springare · d4 svart drottning · e4 vit bonde · g4 vit bonde · f3 vit bonde · b2 svart bonde · g2 vit kung · h2 vit bonde · d1 svart löpare | 7 |
| 6 | e7 vit drottning · f7 svart bonde · g7 svart kung · e5 svart bonde · g5 vit springare · d4 svart drottning · e4 vit bonde · g4 vit bonde · f3 vit bonde · b2 svart bonde · g2 vit kung · h2 vit bonde · d1 svart löpare | e7 vit drottning · f7 svart bonde · g7 svart kung · e5 svart bonde · g5 vit springare · d4 svart drottning · e4 vit bonde · g4 vit bonde · f3 vit bonde · b2 svart bonde · g2 vit kung · h2 vit bonde · d1 svart löpare | e7 vit drottning · f7 svart bonde · g7 svart kung · e5 svart bonde · g5 vit springare · d4 svart drottning · e4 vit bonde · g4 vit bonde · f3 vit bonde · b2 svart bonde · g2 vit kung · h2 vit bonde · d1 svart löpare | e7 vit drottning · f7 svart bonde · g7 svart kung · e5 svart bonde · g5 vit springare · d4 svart drottning · e4 vit bonde · g4 vit bonde · f3 vit bonde · b2 svart bonde · g2 vit kung · h2 vit bonde · d1 svart löpare | e7 vit drottning · f7 svart bonde · g7 svart kung · e5 svart bonde · g5 vit springare · d4 svart drottning · e4 vit bonde · g4 vit bonde · f3 vit bonde · b2 svart bonde · g2 vit kung · h2 vit bonde · d1 svart löpare | e7 vit drottning · f7 svart bonde · g7 svart kung · e5 svart bonde · g5 vit springare · d4 svart drottning · e4 vit bonde · g4 vit bonde · f3 vit bonde · b2 svart bonde · g2 vit kung · h2 vit bonde · d1 svart löpare | e7 vit drottning · f7 svart bonde · g7 svart kung · e5 svart bonde · g5 vit springare · d4 svart drottning · e4 vit bonde · g4 vit bonde · f3 vit bonde · b2 svart bonde · g2 vit kung · h2 vit bonde · d1 svart löpare | e7 vit drottning · f7 svart bonde · g7 svart kung · e5 svart bonde · g5 vit springare · d4 svart drottning · e4 vit bonde · g4 vit bonde · f3 vit bonde · b2 svart bonde · g2 vit kung · h2 vit bonde · d1 svart löpare | 6 |
| 5 | e7 vit drottning · f7 svart bonde · g7 svart kung · e5 svart bonde · g5 vit springare · d4 svart drottning · e4 vit bonde · g4 vit bonde · f3 vit bonde · b2 svart bonde · g2 vit kung · h2 vit bonde · d1 svart löpare | e7 vit drottning · f7 svart bonde · g7 svart kung · e5 svart bonde · g5 vit springare · d4 svart drottning · e4 vit bonde · g4 vit bonde · f3 vit bonde · b2 svart bonde · g2 vit kung · h2 vit bonde · d1 svart löpare | e7 vit drottning · f7 svart bonde · g7 svart kung · e5 svart bonde · g5 vit springare · d4 svart drottning · e4 vit bonde · g4 vit bonde · f3 vit bonde · b2 svart bonde · g2 vit kung · h2 vit bonde · d1 svart löpare | e7 vit drottning · f7 svart bonde · g7 svart kung · e5 svart bonde · g5 vit springare · d4 svart drottning · e4 vit bonde · g4 vit bonde · f3 vit bonde · b2 svart bonde · g2 vit kung · h2 vit bonde · d1 svart löpare | e7 vit drottning · f7 svart bonde · g7 svart kung · e5 svart bonde · g5 vit springare · d4 svart drottning · e4 vit bonde · g4 vit bonde · f3 vit bonde · b2 svart bonde · g2 vit kung · h2 vit bonde · d1 svart löpare | e7 vit drottning · f7 svart bonde · g7 svart kung · e5 svart bonde · g5 vit springare · d4 svart drottning · e4 vit bonde · g4 vit bonde · f3 vit bonde · b2 svart bonde · g2 vit kung · h2 vit bonde · d1 svart löpare | e7 vit drottning · f7 svart bonde · g7 svart kung · e5 svart bonde · g5 vit springare · d4 svart drottning · e4 vit bonde · g4 vit bonde · f3 vit bonde · b2 svart bonde · g2 vit kung · h2 vit bonde · d1 svart löpare | e7 vit drottning · f7 svart bonde · g7 svart kung · e5 svart bonde · g5 vit springare · d4 svart drottning · e4 vit bonde · g4 vit bonde · f3 vit bonde · b2 svart bonde · g2 vit kung · h2 vit bonde · d1 svart löpare | 5 |
| 4 | e7 vit drottning · f7 svart bonde · g7 svart kung · e5 svart bonde · g5 vit springare · d4 svart drottning · e4 vit bonde · g4 vit bonde · f3 vit bonde · b2 svart bonde · g2 vit kung · h2 vit bonde · d1 svart löpare | e7 vit drottning · f7 svart bonde · g7 svart kung · e5 svart bonde · g5 vit springare · d4 svart drottning · e4 vit bonde · g4 vit bonde · f3 vit bonde · b2 svart bonde · g2 vit kung · h2 vit bonde · d1 svart löpare | e7 vit drottning · f7 svart bonde · g7 svart kung · e5 svart bonde · g5 vit springare · d4 svart drottning · e4 vit bonde · g4 vit bonde · f3 vit bonde · b2 svart bonde · g2 vit kung · h2 vit bonde · d1 svart löpare | e7 vit drottning · f7 svart bonde · g7 svart kung · e5 svart bonde · g5 vit springare · d4 svart drottning · e4 vit bonde · g4 vit bonde · f3 vit bonde · b2 svart bonde · g2 vit kung · h2 vit bonde · d1 svart löpare | e7 vit drottning · f7 svart bonde · g7 svart kung · e5 svart bonde · g5 vit springare · d4 svart drottning · e4 vit bonde · g4 vit bonde · f3 vit bonde · b2 svart bonde · g2 vit kung · h2 vit bonde · d1 svart löpare | e7 vit drottning · f7 svart bonde · g7 svart kung · e5 svart bonde · g5 vit springare · d4 svart drottning · e4 vit bonde · g4 vit bonde · f3 vit bonde · b2 svart bonde · g2 vit kung · h2 vit bonde · d1 svart löpare | e7 vit drottning · f7 svart bonde · g7 svart kung · e5 svart bonde · g5 vit springare · d4 svart drottning · e4 vit bonde · g4 vit bonde · f3 vit bonde · b2 svart bonde · g2 vit kung · h2 vit bonde · d1 svart löpare | e7 vit drottning · f7 svart bonde · g7 svart kung · e5 svart bonde · g5 vit springare · d4 svart drottning · e4 vit bonde · g4 vit bonde · f3 vit bonde · b2 svart bonde · g2 vit kung · h2 vit bonde · d1 svart löpare | 4 |
| 3 | e7 vit drottning · f7 svart bonde · g7 svart kung · e5 svart bonde · g5 vit springare · d4 svart drottning · e4 vit bonde · g4 vit bonde · f3 vit bonde · b2 svart bonde · g2 vit kung · h2 vit bonde · d1 svart löpare | e7 vit drottning · f7 svart bonde · g7 svart kung · e5 svart bonde · g5 vit springare · d4 svart drottning · e4 vit bonde · g4 vit bonde · f3 vit bonde · b2 svart bonde · g2 vit kung · h2 vit bonde · d1 svart löpare | e7 vit drottning · f7 svart bonde · g7 svart kung · e5 svart bonde · g5 vit springare · d4 svart drottning · e4 vit bonde · g4 vit bonde · f3 vit bonde · b2 svart bonde · g2 vit kung · h2 vit bonde · d1 svart löpare | e7 vit drottning · f7 svart bonde · g7 svart kung · e5 svart bonde · g5 vit springare · d4 svart drottning · e4 vit bonde · g4 vit bonde · f3 vit bonde · b2 svart bonde · g2 vit kung · h2 vit bonde · d1 svart löpare | e7 vit drottning · f7 svart bonde · g7 svart kung · e5 svart bonde · g5 vit springare · d4 svart drottning · e4 vit bonde · g4 vit bonde · f3 vit bonde · b2 svart bonde · g2 vit kung · h2 vit bonde · d1 svart löpare | e7 vit drottning · f7 svart bonde · g7 svart kung · e5 svart bonde · g5 vit springare · d4 svart drottning · e4 vit bonde · g4 vit bonde · f3 vit bonde · b2 svart bonde · g2 vit kung · h2 vit bonde · d1 svart löpare | e7 vit drottning · f7 svart bonde · g7 svart kung · e5 svart bonde · g5 vit springare · d4 svart drottning · e4 vit bonde · g4 vit bonde · f3 vit bonde · b2 svart bonde · g2 vit kung · h2 vit bonde · d1 svart löpare | e7 vit drottning · f7 svart bonde · g7 svart kung · e5 svart bonde · g5 vit springare · d4 svart drottning · e4 vit bonde · g4 vit bonde · f3 vit bonde · b2 svart bonde · g2 vit kung · h2 vit bonde · d1 svart löpare | 3 |
| 2 | e7 vit drottning · f7 svart bonde · g7 svart kung · e5 svart bonde · g5 vit springare · d4 svart drottning · e4 vit bonde · g4 vit bonde · f3 vit bonde · b2 svart bonde · g2 vit kung · h2 vit bonde · d1 svart löpare | e7 vit drottning · f7 svart bonde · g7 svart kung · e5 svart bonde · g5 vit springare · d4 svart drottning · e4 vit bonde · g4 vit bonde · f3 vit bonde · b2 svart bonde · g2 vit kung · h2 vit bonde · d1 svart löpare | e7 vit drottning · f7 svart bonde · g7 svart kung · e5 svart bonde · g5 vit springare · d4 svart drottning · e4 vit bonde · g4 vit bonde · f3 vit bonde · b2 svart bonde · g2 vit kung · h2 vit bonde · d1 svart löpare | e7 vit drottning · f7 svart bonde · g7 svart kung · e5 svart bonde · g5 vit springare · d4 svart drottning · e4 vit bonde · g4 vit bonde · f3 vit bonde · b2 svart bonde · g2 vit kung · h2 vit bonde · d1 svart löpare | e7 vit drottning · f7 svart bonde · g7 svart kung · e5 svart bonde · g5 vit springare · d4 svart drottning · e4 vit bonde · g4 vit bonde · f3 vit bonde · b2 svart bonde · g2 vit kung · h2 vit bonde · d1 svart löpare | e7 vit drottning · f7 svart bonde · g7 svart kung · e5 svart bonde · g5 vit springare · d4 svart drottning · e4 vit bonde · g4 vit bonde · f3 vit bonde · b2 svart bonde · g2 vit kung · h2 vit bonde · d1 svart löpare | e7 vit drottning · f7 svart bonde · g7 svart kung · e5 svart bonde · g5 vit springare · d4 svart drottning · e4 vit bonde · g4 vit bonde · f3 vit bonde · b2 svart bonde · g2 vit kung · h2 vit bonde · d1 svart löpare | e7 vit drottning · f7 svart bonde · g7 svart kung · e5 svart bonde · g5 vit springare · d4 svart drottning · e4 vit bonde · g4 vit bonde · f3 vit bonde · b2 svart bonde · g2 vit kung · h2 vit bonde · d1 svart löpare | 2 |
| 1 | e7 vit drottning · f7 svart bonde · g7 svart kung · e5 svart bonde · g5 vit springare · d4 svart drottning · e4 vit bonde · g4 vit bonde · f3 vit bonde · b2 svart bonde · g2 vit kung · h2 vit bonde · d1 svart löpare | e7 vit drottning · f7 svart bonde · g7 svart kung · e5 svart bonde · g5 vit springare · d4 svart drottning · e4 vit bonde · g4 vit bonde · f3 vit bonde · b2 svart bonde · g2 vit kung · h2 vit bonde · d1 svart löpare | e7 vit drottning · f7 svart bonde · g7 svart kung · e5 svart bonde · g5 vit springare · d4 svart drottning · e4 vit bonde · g4 vit bonde · f3 vit bonde · b2 svart bonde · g2 vit kung · h2 vit bonde · d1 svart löpare | e7 vit drottning · f7 svart bonde · g7 svart kung · e5 svart bonde · g5 vit springare · d4 svart drottning · e4 vit bonde · g4 vit bonde · f3 vit bonde · b2 svart bonde · g2 vit kung · h2 vit bonde · d1 svart löpare | e7 vit drottning · f7 svart bonde · g7 svart kung · e5 svart bonde · g5 vit springare · d4 svart drottning · e4 vit bonde · g4 vit bonde · f3 vit bonde · b2 svart bonde · g2 vit kung · h2 vit bonde · d1 svart löpare | e7 vit drottning · f7 svart bonde · g7 svart kung · e5 svart bonde · g5 vit springare · d4 svart drottning · e4 vit bonde · g4 vit bonde · f3 vit bonde · b2 svart bonde · g2 vit kung · h2 vit bonde · d1 svart löpare | e7 vit drottning · f7 svart bonde · g7 svart kung · e5 svart bonde · g5 vit springare · d4 svart drottning · e4 vit bonde · g4 vit bonde · f3 vit bonde · b2 svart bonde · g2 vit kung · h2 vit bonde · d1 svart löpare | e7 vit drottning · f7 svart bonde · g7 svart kung · e5 svart bonde · g5 vit springare · d4 svart drottning · e4 vit bonde · g4 vit bonde · f3 vit bonde · b2 svart bonde · g2 vit kung · h2 vit bonde · d1 svart löpare | 1 |
|   | a | b | c | d | e | f | g | h |   |

I slutspel med damer och lätta pjäser är det, precis som i de rena dam- och bondeslutspelen, viktigt med aktiva pjäser för att kunna skaffa sig en fribonde. 
Dam och springare är ofta en bra kombination i ett angrepp och inte sämre än dam och löpare.
Diagrammet visar ett exempel på ett fint slutspel.
Svart har fördelen att kontrollera den enda öppna linjen. Dessutom är vit svag på första raden.
37...Dd4!
Den svarta damen intar en central position där den blir kvar resten av partiet.
38.Sf2 b5!
Inledningen till en forcerad sekvens som ger svart en fribonde på damflygeln.
39.cxb5 axb3 40.axb3 Lxb3
Se det andra diagrammet.
Poängen med svarts spel. Nu hinner vit inte med 41.bxc6 på grund av 41...Da1+ så svart får sin fribonde.
41.Sxh3 Ld1
Binder vits dam till försvaret av f3 en stund medan b-bonden avancerar.
42.Df1 cxb5 43.Kg2 b4 44.Db5 b3 45.De8+ Kg7 46.De7 b2 47.Sxg5
Se det tredje diagrammet.
Vit kan inte stoppa b-bonden så han försöker sig på ett motangrepp men svart har inga problem att värja sig.
47...Lb3 48.Sxf7
Vit letar remischackar men de tar snart slut.
48...Lxf7 49.Dg5+ Kf8 50.Dh6+ Ke7 51.Dg5+ Ke8 uppgivet.

### Dam och lätt pjäs mot dam
|   | a                                                                                      | b                                                                                      | c                                                                                      | d                                                                                      | e                                                                                      | f                                                                                      | g                                                                                      | h                                                                                      |   |
| 8 | e8 vit drottning · f7 vit kung · h5 vit springare · g4 svart kung · h1 svart drottning | e8 vit drottning · f7 vit kung · h5 vit springare · g4 svart kung · h1 svart drottning | e8 vit drottning · f7 vit kung · h5 vit springare · g4 svart kung · h1 svart drottning | e8 vit drottning · f7 vit kung · h5 vit springare · g4 svart kung · h1 svart drottning | e8 vit drottning · f7 vit kung · h5 vit springare · g4 svart kung · h1 svart drottning | e8 vit drottning · f7 vit kung · h5 vit springare · g4 svart kung · h1 svart drottning | e8 vit drottning · f7 vit kung · h5 vit springare · g4 svart kung · h1 svart drottning | e8 vit drottning · f7 vit kung · h5 vit springare · g4 svart kung · h1 svart drottning | 8 |
| 7 | e8 vit drottning · f7 vit kung · h5 vit springare · g4 svart kung · h1 svart drottning | e8 vit drottning · f7 vit kung · h5 vit springare · g4 svart kung · h1 svart drottning | e8 vit drottning · f7 vit kung · h5 vit springare · g4 svart kung · h1 svart drottning | e8 vit drottning · f7 vit kung · h5 vit springare · g4 svart kung · h1 svart drottning | e8 vit drottning · f7 vit kung · h5 vit springare · g4 svart kung · h1 svart drottning | e8 vit drottning · f7 vit kung · h5 vit springare · g4 svart kung · h1 svart drottning | e8 vit drottning · f7 vit kung · h5 vit springare · g4 svart kung · h1 svart drottning | e8 vit drottning · f7 vit kung · h5 vit springare · g4 svart kung · h1 svart drottning | 7 |
| 6 | e8 vit drottning · f7 vit kung · h5 vit springare · g4 svart kung · h1 svart drottning | e8 vit drottning · f7 vit kung · h5 vit springare · g4 svart kung · h1 svart drottning | e8 vit drottning · f7 vit kung · h5 vit springare · g4 svart kung · h1 svart drottning | e8 vit drottning · f7 vit kung · h5 vit springare · g4 svart kung · h1 svart drottning | e8 vit drottning · f7 vit kung · h5 vit springare · g4 svart kung · h1 svart drottning | e8 vit drottning · f7 vit kung · h5 vit springare · g4 svart kung · h1 svart drottning | e8 vit drottning · f7 vit kung · h5 vit springare · g4 svart kung · h1 svart drottning | e8 vit drottning · f7 vit kung · h5 vit springare · g4 svart kung · h1 svart drottning | 6 |
| 5 | e8 vit drottning · f7 vit kung · h5 vit springare · g4 svart kung · h1 svart drottning | e8 vit drottning · f7 vit kung · h5 vit springare · g4 svart kung · h1 svart drottning | e8 vit drottning · f7 vit kung · h5 vit springare · g4 svart kung · h1 svart drottning | e8 vit drottning · f7 vit kung · h5 vit springare · g4 svart kung · h1 svart drottning | e8 vit drottning · f7 vit kung · h5 vit springare · g4 svart kung · h1 svart drottning | e8 vit drottning · f7 vit kung · h5 vit springare · g4 svart kung · h1 svart drottning | e8 vit drottning · f7 vit kung · h5 vit springare · g4 svart kung · h1 svart drottning | e8 vit drottning · f7 vit kung · h5 vit springare · g4 svart kung · h1 svart drottning | 5 |
| 4 | e8 vit drottning · f7 vit kung · h5 vit springare · g4 svart kung · h1 svart drottning | e8 vit drottning · f7 vit kung · h5 vit springare · g4 svart kung · h1 svart drottning | e8 vit drottning · f7 vit kung · h5 vit springare · g4 svart kung · h1 svart drottning | e8 vit drottning · f7 vit kung · h5 vit springare · g4 svart kung · h1 svart drottning | e8 vit drottning · f7 vit kung · h5 vit springare · g4 svart kung · h1 svart drottning | e8 vit drottning · f7 vit kung · h5 vit springare · g4 svart kung · h1 svart drottning | e8 vit drottning · f7 vit kung · h5 vit springare · g4 svart kung · h1 svart drottning | e8 vit drottning · f7 vit kung · h5 vit springare · g4 svart kung · h1 svart drottning | 4 |
| 3 | e8 vit drottning · f7 vit kung · h5 vit springare · g4 svart kung · h1 svart drottning | e8 vit drottning · f7 vit kung · h5 vit springare · g4 svart kung · h1 svart drottning | e8 vit drottning · f7 vit kung · h5 vit springare · g4 svart kung · h1 svart drottning | e8 vit drottning · f7 vit kung · h5 vit springare · g4 svart kung · h1 svart drottning | e8 vit drottning · f7 vit kung · h5 vit springare · g4 svart kung · h1 svart drottning | e8 vit drottning · f7 vit kung · h5 vit springare · g4 svart kung · h1 svart drottning | e8 vit drottning · f7 vit kung · h5 vit springare · g4 svart kung · h1 svart drottning | e8 vit drottning · f7 vit kung · h5 vit springare · g4 svart kung · h1 svart drottning | 3 |
| 2 | e8 vit drottning · f7 vit kung · h5 vit springare · g4 svart kung · h1 svart drottning | e8 vit drottning · f7 vit kung · h5 vit springare · g4 svart kung · h1 svart drottning | e8 vit drottning · f7 vit kung · h5 vit springare · g4 svart kung · h1 svart drottning | e8 vit drottning · f7 vit kung · h5 vit springare · g4 svart kung · h1 svart drottning | e8 vit drottning · f7 vit kung · h5 vit springare · g4 svart kung · h1 svart drottning | e8 vit drottning · f7 vit kung · h5 vit springare · g4 svart kung · h1 svart drottning | e8 vit drottning · f7 vit kung · h5 vit springare · g4 svart kung · h1 svart drottning | e8 vit drottning · f7 vit kung · h5 vit springare · g4 svart kung · h1 svart drottning | 2 |
| 1 | e8 vit drottning · f7 vit kung · h5 vit springare · g4 svart kung · h1 svart drottning | e8 vit drottning · f7 vit kung · h5 vit springare · g4 svart kung · h1 svart drottning | e8 vit drottning · f7 vit kung · h5 vit springare · g4 svart kung · h1 svart drottning | e8 vit drottning · f7 vit kung · h5 vit springare · g4 svart kung · h1 svart drottning | e8 vit drottning · f7 vit kung · h5 vit springare · g4 svart kung · h1 svart drottning | e8 vit drottning · f7 vit kung · h5 vit springare · g4 svart kung · h1 svart drottning | e8 vit drottning · f7 vit kung · h5 vit springare · g4 svart kung · h1 svart drottning | e8 vit drottning · f7 vit kung · h5 vit springare · g4 svart kung · h1 svart drottning | 1 |
|   | a                                                                                      | b                                                                                      | c                                                                                      | d                                                                                      | e                                                                                      | f                                                                                      | g                                                                                      | h                                                                                      |   |

Dam och lätt pjäs mot dam är oftast remi men det finns gott om undantagsställningar som exemplet i diagrammet.
Vit spelade här 1.De6+ och vann men den snabbaste vägen till vinst hade varit:
1.Dg8+ Kh4
1...Kf3 2.Da8+, 1...Kf5 2.Sg3+ och 1...Kxh5 2.Dh8+ leder alla direkt till damförlust.
2.Dg3+ Kxh5 3.Dg6+ Kh4 4.Dh6+ med damvinst.

## Dam mot andra pjäser
Det finns många olika slutspel med dam mot andra pjäser. De viktigaste är dam mot två torn, dam mot torn och lätt pjäs, dam mot torn, och dam mot lätta pjäser.

### Dam mot två torn
Dam mot två torn är ett relativt vanligt obalanserat slutspel. Utan bönder, eller med dam och bonde på ena sidan, är det i allmänhet remi. Med fler bönder beror det på bondeställningen. Tornen är aningen starkare än damen och är kungen i säkerhet kan tornen manövrera och tillsammans attackera svaga bönder. Om däremot ställningen är mer öppen så att kungen kan bli utsatt för schackar och det finns ogarderade bönder som damen kan erövra så kan den vara bättre än tornen.
Här följer exempel som illustrerar de två falllen. I båda partierna har vit initialt dam och bonde mot svarts två torn.
I det första exemplet har vi en öppen ställning med en utsatt kung som passar damen.
34.g5 hxg5 35.Df5+ Kg7 36.Dxg5+ Kh7 37.Dxb5
Vit har schackat till sig en första bonde.
37...Tf8 38.Dd7+ Kg8 39.De6+ Kg7 40.Dd7+ Kg8 41.Kg2 Rc2+ 42.Kg3 Tcf2 43.Dxd6
Där föll nästa bonde (se det andra diagrammet). Vit kan nu vinna genom att avancera med centrumbönderna. Han måste bara hitta en plats för kungen där den kommer undan schackar och den platsen finns på h5.
43...T2f7 44.Dd5 Kh8 45.e5 Tg7+ 46.Kh3 Tg6 47.d4 Tf1 48.De4 Tgg1 49.d5 Th1+ 50.Kg4 Thg1+ 51.Kh5 Tf7 52.e6 uppgivet.
|   | a | b | c | d | e | f | g | h |   |
| 8 | f7 svart bonde · g7 svart kung · f6 svart torn · h6 svart bonde · e5 vit drottning · g5 svart bonde · h5 vit bonde · f4 svart torn · g4 vit bonde · f3 vit bonde · g2 vit kung | f7 svart bonde · g7 svart kung · f6 svart torn · h6 svart bonde · e5 vit drottning · g5 svart bonde · h5 vit bonde · f4 svart torn · g4 vit bonde · f3 vit bonde · g2 vit kung | f7 svart bonde · g7 svart kung · f6 svart torn · h6 svart bonde · e5 vit drottning · g5 svart bonde · h5 vit bonde · f4 svart torn · g4 vit bonde · f3 vit bonde · g2 vit kung | f7 svart bonde · g7 svart kung · f6 svart torn · h6 svart bonde · e5 vit drottning · g5 svart bonde · h5 vit bonde · f4 svart torn · g4 vit bonde · f3 vit bonde · g2 vit kung | f7 svart bonde · g7 svart kung · f6 svart torn · h6 svart bonde · e5 vit drottning · g5 svart bonde · h5 vit bonde · f4 svart torn · g4 vit bonde · f3 vit bonde · g2 vit kung | f7 svart bonde · g7 svart kung · f6 svart torn · h6 svart bonde · e5 vit drottning · g5 svart bonde · h5 vit bonde · f4 svart torn · g4 vit bonde · f3 vit bonde · g2 vit kung | f7 svart bonde · g7 svart kung · f6 svart torn · h6 svart bonde · e5 vit drottning · g5 svart bonde · h5 vit bonde · f4 svart torn · g4 vit bonde · f3 vit bonde · g2 vit kung | f7 svart bonde · g7 svart kung · f6 svart torn · h6 svart bonde · e5 vit drottning · g5 svart bonde · h5 vit bonde · f4 svart torn · g4 vit bonde · f3 vit bonde · g2 vit kung | 8 |
| 7 | f7 svart bonde · g7 svart kung · f6 svart torn · h6 svart bonde · e5 vit drottning · g5 svart bonde · h5 vit bonde · f4 svart torn · g4 vit bonde · f3 vit bonde · g2 vit kung | f7 svart bonde · g7 svart kung · f6 svart torn · h6 svart bonde · e5 vit drottning · g5 svart bonde · h5 vit bonde · f4 svart torn · g4 vit bonde · f3 vit bonde · g2 vit kung | f7 svart bonde · g7 svart kung · f6 svart torn · h6 svart bonde · e5 vit drottning · g5 svart bonde · h5 vit bonde · f4 svart torn · g4 vit bonde · f3 vit bonde · g2 vit kung | f7 svart bonde · g7 svart kung · f6 svart torn · h6 svart bonde · e5 vit drottning · g5 svart bonde · h5 vit bonde · f4 svart torn · g4 vit bonde · f3 vit bonde · g2 vit kung | f7 svart bonde · g7 svart kung · f6 svart torn · h6 svart bonde · e5 vit drottning · g5 svart bonde · h5 vit bonde · f4 svart torn · g4 vit bonde · f3 vit bonde · g2 vit kung | f7 svart bonde · g7 svart kung · f6 svart torn · h6 svart bonde · e5 vit drottning · g5 svart bonde · h5 vit bonde · f4 svart torn · g4 vit bonde · f3 vit bonde · g2 vit kung | f7 svart bonde · g7 svart kung · f6 svart torn · h6 svart bonde · e5 vit drottning · g5 svart bonde · h5 vit bonde · f4 svart torn · g4 vit bonde · f3 vit bonde · g2 vit kung | f7 svart bonde · g7 svart kung · f6 svart torn · h6 svart bonde · e5 vit drottning · g5 svart bonde · h5 vit bonde · f4 svart torn · g4 vit bonde · f3 vit bonde · g2 vit kung | 7 |
| 6 | f7 svart bonde · g7 svart kung · f6 svart torn · h6 svart bonde · e5 vit drottning · g5 svart bonde · h5 vit bonde · f4 svart torn · g4 vit bonde · f3 vit bonde · g2 vit kung | f7 svart bonde · g7 svart kung · f6 svart torn · h6 svart bonde · e5 vit drottning · g5 svart bonde · h5 vit bonde · f4 svart torn · g4 vit bonde · f3 vit bonde · g2 vit kung | f7 svart bonde · g7 svart kung · f6 svart torn · h6 svart bonde · e5 vit drottning · g5 svart bonde · h5 vit bonde · f4 svart torn · g4 vit bonde · f3 vit bonde · g2 vit kung | f7 svart bonde · g7 svart kung · f6 svart torn · h6 svart bonde · e5 vit drottning · g5 svart bonde · h5 vit bonde · f4 svart torn · g4 vit bonde · f3 vit bonde · g2 vit kung | f7 svart bonde · g7 svart kung · f6 svart torn · h6 svart bonde · e5 vit drottning · g5 svart bonde · h5 vit bonde · f4 svart torn · g4 vit bonde · f3 vit bonde · g2 vit kung | f7 svart bonde · g7 svart kung · f6 svart torn · h6 svart bonde · e5 vit drottning · g5 svart bonde · h5 vit bonde · f4 svart torn · g4 vit bonde · f3 vit bonde · g2 vit kung | f7 svart bonde · g7 svart kung · f6 svart torn · h6 svart bonde · e5 vit drottning · g5 svart bonde · h5 vit bonde · f4 svart torn · g4 vit bonde · f3 vit bonde · g2 vit kung | f7 svart bonde · g7 svart kung · f6 svart torn · h6 svart bonde · e5 vit drottning · g5 svart bonde · h5 vit bonde · f4 svart torn · g4 vit bonde · f3 vit bonde · g2 vit kung | 6 |
| 5 | f7 svart bonde · g7 svart kung · f6 svart torn · h6 svart bonde · e5 vit drottning · g5 svart bonde · h5 vit bonde · f4 svart torn · g4 vit bonde · f3 vit bonde · g2 vit kung | f7 svart bonde · g7 svart kung · f6 svart torn · h6 svart bonde · e5 vit drottning · g5 svart bonde · h5 vit bonde · f4 svart torn · g4 vit bonde · f3 vit bonde · g2 vit kung | f7 svart bonde · g7 svart kung · f6 svart torn · h6 svart bonde · e5 vit drottning · g5 svart bonde · h5 vit bonde · f4 svart torn · g4 vit bonde · f3 vit bonde · g2 vit kung | f7 svart bonde · g7 svart kung · f6 svart torn · h6 svart bonde · e5 vit drottning · g5 svart bonde · h5 vit bonde · f4 svart torn · g4 vit bonde · f3 vit bonde · g2 vit kung | f7 svart bonde · g7 svart kung · f6 svart torn · h6 svart bonde · e5 vit drottning · g5 svart bonde · h5 vit bonde · f4 svart torn · g4 vit bonde · f3 vit bonde · g2 vit kung | f7 svart bonde · g7 svart kung · f6 svart torn · h6 svart bonde · e5 vit drottning · g5 svart bonde · h5 vit bonde · f4 svart torn · g4 vit bonde · f3 vit bonde · g2 vit kung | f7 svart bonde · g7 svart kung · f6 svart torn · h6 svart bonde · e5 vit drottning · g5 svart bonde · h5 vit bonde · f4 svart torn · g4 vit bonde · f3 vit bonde · g2 vit kung | f7 svart bonde · g7 svart kung · f6 svart torn · h6 svart bonde · e5 vit drottning · g5 svart bonde · h5 vit bonde · f4 svart torn · g4 vit bonde · f3 vit bonde · g2 vit kung | 5 |
| 4 | f7 svart bonde · g7 svart kung · f6 svart torn · h6 svart bonde · e5 vit drottning · g5 svart bonde · h5 vit bonde · f4 svart torn · g4 vit bonde · f3 vit bonde · g2 vit kung | f7 svart bonde · g7 svart kung · f6 svart torn · h6 svart bonde · e5 vit drottning · g5 svart bonde · h5 vit bonde · f4 svart torn · g4 vit bonde · f3 vit bonde · g2 vit kung | f7 svart bonde · g7 svart kung · f6 svart torn · h6 svart bonde · e5 vit drottning · g5 svart bonde · h5 vit bonde · f4 svart torn · g4 vit bonde · f3 vit bonde · g2 vit kung | f7 svart bonde · g7 svart kung · f6 svart torn · h6 svart bonde · e5 vit drottning · g5 svart bonde · h5 vit bonde · f4 svart torn · g4 vit bonde · f3 vit bonde · g2 vit kung | f7 svart bonde · g7 svart kung · f6 svart torn · h6 svart bonde · e5 vit drottning · g5 svart bonde · h5 vit bonde · f4 svart torn · g4 vit bonde · f3 vit bonde · g2 vit kung | f7 svart bonde · g7 svart kung · f6 svart torn · h6 svart bonde · e5 vit drottning · g5 svart bonde · h5 vit bonde · f4 svart torn · g4 vit bonde · f3 vit bonde · g2 vit kung | f7 svart bonde · g7 svart kung · f6 svart torn · h6 svart bonde · e5 vit drottning · g5 svart bonde · h5 vit bonde · f4 svart torn · g4 vit bonde · f3 vit bonde · g2 vit kung | f7 svart bonde · g7 svart kung · f6 svart torn · h6 svart bonde · e5 vit drottning · g5 svart bonde · h5 vit bonde · f4 svart torn · g4 vit bonde · f3 vit bonde · g2 vit kung | 4 |
| 3 | f7 svart bonde · g7 svart kung · f6 svart torn · h6 svart bonde · e5 vit drottning · g5 svart bonde · h5 vit bonde · f4 svart torn · g4 vit bonde · f3 vit bonde · g2 vit kung | f7 svart bonde · g7 svart kung · f6 svart torn · h6 svart bonde · e5 vit drottning · g5 svart bonde · h5 vit bonde · f4 svart torn · g4 vit bonde · f3 vit bonde · g2 vit kung | f7 svart bonde · g7 svart kung · f6 svart torn · h6 svart bonde · e5 vit drottning · g5 svart bonde · h5 vit bonde · f4 svart torn · g4 vit bonde · f3 vit bonde · g2 vit kung | f7 svart bonde · g7 svart kung · f6 svart torn · h6 svart bonde · e5 vit drottning · g5 svart bonde · h5 vit bonde · f4 svart torn · g4 vit bonde · f3 vit bonde · g2 vit kung | f7 svart bonde · g7 svart kung · f6 svart torn · h6 svart bonde · e5 vit drottning · g5 svart bonde · h5 vit bonde · f4 svart torn · g4 vit bonde · f3 vit bonde · g2 vit kung | f7 svart bonde · g7 svart kung · f6 svart torn · h6 svart bonde · e5 vit drottning · g5 svart bonde · h5 vit bonde · f4 svart torn · g4 vit bonde · f3 vit bonde · g2 vit kung | f7 svart bonde · g7 svart kung · f6 svart torn · h6 svart bonde · e5 vit drottning · g5 svart bonde · h5 vit bonde · f4 svart torn · g4 vit bonde · f3 vit bonde · g2 vit kung | f7 svart bonde · g7 svart kung · f6 svart torn · h6 svart bonde · e5 vit drottning · g5 svart bonde · h5 vit bonde · f4 svart torn · g4 vit bonde · f3 vit bonde · g2 vit kung | 3 |
| 2 | f7 svart bonde · g7 svart kung · f6 svart torn · h6 svart bonde · e5 vit drottning · g5 svart bonde · h5 vit bonde · f4 svart torn · g4 vit bonde · f3 vit bonde · g2 vit kung | f7 svart bonde · g7 svart kung · f6 svart torn · h6 svart bonde · e5 vit drottning · g5 svart bonde · h5 vit bonde · f4 svart torn · g4 vit bonde · f3 vit bonde · g2 vit kung | f7 svart bonde · g7 svart kung · f6 svart torn · h6 svart bonde · e5 vit drottning · g5 svart bonde · h5 vit bonde · f4 svart torn · g4 vit bonde · f3 vit bonde · g2 vit kung | f7 svart bonde · g7 svart kung · f6 svart torn · h6 svart bonde · e5 vit drottning · g5 svart bonde · h5 vit bonde · f4 svart torn · g4 vit bonde · f3 vit bonde · g2 vit kung | f7 svart bonde · g7 svart kung · f6 svart torn · h6 svart bonde · e5 vit drottning · g5 svart bonde · h5 vit bonde · f4 svart torn · g4 vit bonde · f3 vit bonde · g2 vit kung | f7 svart bonde · g7 svart kung · f6 svart torn · h6 svart bonde · e5 vit drottning · g5 svart bonde · h5 vit bonde · f4 svart torn · g4 vit bonde · f3 vit bonde · g2 vit kung | f7 svart bonde · g7 svart kung · f6 svart torn · h6 svart bonde · e5 vit drottning · g5 svart bonde · h5 vit bonde · f4 svart torn · g4 vit bonde · f3 vit bonde · g2 vit kung | f7 svart bonde · g7 svart kung · f6 svart torn · h6 svart bonde · e5 vit drottning · g5 svart bonde · h5 vit bonde · f4 svart torn · g4 vit bonde · f3 vit bonde · g2 vit kung | 2 |
| 1 | f7 svart bonde · g7 svart kung · f6 svart torn · h6 svart bonde · e5 vit drottning · g5 svart bonde · h5 vit bonde · f4 svart torn · g4 vit bonde · f3 vit bonde · g2 vit kung | f7 svart bonde · g7 svart kung · f6 svart torn · h6 svart bonde · e5 vit drottning · g5 svart bonde · h5 vit bonde · f4 svart torn · g4 vit bonde · f3 vit bonde · g2 vit kung | f7 svart bonde · g7 svart kung · f6 svart torn · h6 svart bonde · e5 vit drottning · g5 svart bonde · h5 vit bonde · f4 svart torn · g4 vit bonde · f3 vit bonde · g2 vit kung | f7 svart bonde · g7 svart kung · f6 svart torn · h6 svart bonde · e5 vit drottning · g5 svart bonde · h5 vit bonde · f4 svart torn · g4 vit bonde · f3 vit bonde · g2 vit kung | f7 svart bonde · g7 svart kung · f6 svart torn · h6 svart bonde · e5 vit drottning · g5 svart bonde · h5 vit bonde · f4 svart torn · g4 vit bonde · f3 vit bonde · g2 vit kung | f7 svart bonde · g7 svart kung · f6 svart torn · h6 svart bonde · e5 vit drottning · g5 svart bonde · h5 vit bonde · f4 svart torn · g4 vit bonde · f3 vit bonde · g2 vit kung | f7 svart bonde · g7 svart kung · f6 svart torn · h6 svart bonde · e5 vit drottning · g5 svart bonde · h5 vit bonde · f4 svart torn · g4 vit bonde · f3 vit bonde · g2 vit kung | f7 svart bonde · g7 svart kung · f6 svart torn · h6 svart bonde · e5 vit drottning · g5 svart bonde · h5 vit bonde · f4 svart torn · g4 vit bonde · f3 vit bonde · g2 vit kung | 1 |
|   | a | b | c | d | e | f | g | h |   |

I nästa exempel står svarts kung tryggt och tornen är starkare än damen.
Svarts första mål är att erövra a-bonden vilket vit inte kan förhindra.
37...T2d5 38.Dc6 Ta5 39.Kg3 Tda8 40.h4 T5a6
40...h6 hade varit bättre för att kunna möta h5 med ...g5. Det ligger i vits intresse att byta av bönder för att öka chanserna till remi.
41.Dc1 Ta5 42.Dh6 Txa4 43.h5 T4a5 44.Df4?
Se det andra diagrammet.
Det hade varit bättre att byta av en bonde med 44.hxg6. Nu får svart möjlighet att låsa bondeställningen och undvika avbyten. Möjligen hade vit missat svarts 45:e drag.
44...g5 45.Df6 h6
Nu går inte Dxh6 på grund av ...T8a6 och damen är fångad.
Nu följer en lång serie drag där svart försöker manövrera sina torn i position för att belägra och erövra vits svaga f-bonde. Vit försöker förhindra detta med taktiska vändningar med damen.
46.f3 T5a6 47.Dc3 Ta4 48.Dc6 T8a6 49.De8+ Kg7 50.Db5 T4a5 51.Db4 Td5 52.Db3 Tad6 53.Dc4 Td3 54.Kf2 Ta3 55.Dc5 Ta2+ 56.Kg3 Tf6 57.Db4 Taa6 58.Kg2 Tf4 59.Db2+ Taf6 60.De5
Se det tredje diagrammet.
Svart har slutligen nått en position där f-bonden inte längre går att försvara. När bonden faller är bondeslutspelet vunnet för svart. Vit kan inte undvika att tornen och damen byts av eftersom hans kung är utsatt. 
60...Txf3 61.Da1 Tf1 62.Dc3 T1f2+ 63.Kg3 T2f3+ 64.Dxf3 Txf3+ 65.Kxf3 Kf6 uppgivet.
Svart vinner genom att gå till e6 med kungen, spela f5 och sen erövra vits h-bonde.

### Dam mot torn och lätt pjäs
Utan bönder är dam mot torn och lätt pjäs vanligen remi men det finns undantag åt båda hållen. Damens vinstchanser ligger i att stänga in eller schacka till sig den lätta pjäsen.
Finns det bönder med beror resultatet på styrkeförhållandet (damen motsvarar ungefär torn + lätt pjäs + bonde). Även fribönder spelar en roll som i diagrammet där svart har en klar fördel. Vit måste hindra fribonden samtidigt som han undviker att svart schackar till sig en pjäs och i längden går det inte.
43.Le4 b3 44.Tb6 Dc4 45.Kf3 Df1 46.Tb4 b2 47.Lc2
47.Txb2 Dh1+ 48.Kf4 g5+ 49.Ke5 Da1 och tornet faller.
47...Dc1 48.Ld3
Se det andra diagrammet.
48...Dd1+ 49.Ke4 Dg4+ 50.f4 Df5+ 51.Kd4 Dd5+ 52.Kc3 Dc5+ 53.Lc4? Dxb4+ uppgivet.
|   | a | b | c | d | e | f | g | h |   |
| 8 | g7 svart torn · h7 svart kung · c6 vit kung · d6 svart bonde · g6 svart bonde · d5 vit bonde · e5 svart löpare · g5 vit bonde · e4 vit bonde · f3 vit drottning | g7 svart torn · h7 svart kung · c6 vit kung · d6 svart bonde · g6 svart bonde · d5 vit bonde · e5 svart löpare · g5 vit bonde · e4 vit bonde · f3 vit drottning | g7 svart torn · h7 svart kung · c6 vit kung · d6 svart bonde · g6 svart bonde · d5 vit bonde · e5 svart löpare · g5 vit bonde · e4 vit bonde · f3 vit drottning | g7 svart torn · h7 svart kung · c6 vit kung · d6 svart bonde · g6 svart bonde · d5 vit bonde · e5 svart löpare · g5 vit bonde · e4 vit bonde · f3 vit drottning | g7 svart torn · h7 svart kung · c6 vit kung · d6 svart bonde · g6 svart bonde · d5 vit bonde · e5 svart löpare · g5 vit bonde · e4 vit bonde · f3 vit drottning | g7 svart torn · h7 svart kung · c6 vit kung · d6 svart bonde · g6 svart bonde · d5 vit bonde · e5 svart löpare · g5 vit bonde · e4 vit bonde · f3 vit drottning | g7 svart torn · h7 svart kung · c6 vit kung · d6 svart bonde · g6 svart bonde · d5 vit bonde · e5 svart löpare · g5 vit bonde · e4 vit bonde · f3 vit drottning | g7 svart torn · h7 svart kung · c6 vit kung · d6 svart bonde · g6 svart bonde · d5 vit bonde · e5 svart löpare · g5 vit bonde · e4 vit bonde · f3 vit drottning | 8 |
| 7 | g7 svart torn · h7 svart kung · c6 vit kung · d6 svart bonde · g6 svart bonde · d5 vit bonde · e5 svart löpare · g5 vit bonde · e4 vit bonde · f3 vit drottning | g7 svart torn · h7 svart kung · c6 vit kung · d6 svart bonde · g6 svart bonde · d5 vit bonde · e5 svart löpare · g5 vit bonde · e4 vit bonde · f3 vit drottning | g7 svart torn · h7 svart kung · c6 vit kung · d6 svart bonde · g6 svart bonde · d5 vit bonde · e5 svart löpare · g5 vit bonde · e4 vit bonde · f3 vit drottning | g7 svart torn · h7 svart kung · c6 vit kung · d6 svart bonde · g6 svart bonde · d5 vit bonde · e5 svart löpare · g5 vit bonde · e4 vit bonde · f3 vit drottning | g7 svart torn · h7 svart kung · c6 vit kung · d6 svart bonde · g6 svart bonde · d5 vit bonde · e5 svart löpare · g5 vit bonde · e4 vit bonde · f3 vit drottning | g7 svart torn · h7 svart kung · c6 vit kung · d6 svart bonde · g6 svart bonde · d5 vit bonde · e5 svart löpare · g5 vit bonde · e4 vit bonde · f3 vit drottning | g7 svart torn · h7 svart kung · c6 vit kung · d6 svart bonde · g6 svart bonde · d5 vit bonde · e5 svart löpare · g5 vit bonde · e4 vit bonde · f3 vit drottning | g7 svart torn · h7 svart kung · c6 vit kung · d6 svart bonde · g6 svart bonde · d5 vit bonde · e5 svart löpare · g5 vit bonde · e4 vit bonde · f3 vit drottning | 7 |
| 6 | g7 svart torn · h7 svart kung · c6 vit kung · d6 svart bonde · g6 svart bonde · d5 vit bonde · e5 svart löpare · g5 vit bonde · e4 vit bonde · f3 vit drottning | g7 svart torn · h7 svart kung · c6 vit kung · d6 svart bonde · g6 svart bonde · d5 vit bonde · e5 svart löpare · g5 vit bonde · e4 vit bonde · f3 vit drottning | g7 svart torn · h7 svart kung · c6 vit kung · d6 svart bonde · g6 svart bonde · d5 vit bonde · e5 svart löpare · g5 vit bonde · e4 vit bonde · f3 vit drottning | g7 svart torn · h7 svart kung · c6 vit kung · d6 svart bonde · g6 svart bonde · d5 vit bonde · e5 svart löpare · g5 vit bonde · e4 vit bonde · f3 vit drottning | g7 svart torn · h7 svart kung · c6 vit kung · d6 svart bonde · g6 svart bonde · d5 vit bonde · e5 svart löpare · g5 vit bonde · e4 vit bonde · f3 vit drottning | g7 svart torn · h7 svart kung · c6 vit kung · d6 svart bonde · g6 svart bonde · d5 vit bonde · e5 svart löpare · g5 vit bonde · e4 vit bonde · f3 vit drottning | g7 svart torn · h7 svart kung · c6 vit kung · d6 svart bonde · g6 svart bonde · d5 vit bonde · e5 svart löpare · g5 vit bonde · e4 vit bonde · f3 vit drottning | g7 svart torn · h7 svart kung · c6 vit kung · d6 svart bonde · g6 svart bonde · d5 vit bonde · e5 svart löpare · g5 vit bonde · e4 vit bonde · f3 vit drottning | 6 |
| 5 | g7 svart torn · h7 svart kung · c6 vit kung · d6 svart bonde · g6 svart bonde · d5 vit bonde · e5 svart löpare · g5 vit bonde · e4 vit bonde · f3 vit drottning | g7 svart torn · h7 svart kung · c6 vit kung · d6 svart bonde · g6 svart bonde · d5 vit bonde · e5 svart löpare · g5 vit bonde · e4 vit bonde · f3 vit drottning | g7 svart torn · h7 svart kung · c6 vit kung · d6 svart bonde · g6 svart bonde · d5 vit bonde · e5 svart löpare · g5 vit bonde · e4 vit bonde · f3 vit drottning | g7 svart torn · h7 svart kung · c6 vit kung · d6 svart bonde · g6 svart bonde · d5 vit bonde · e5 svart löpare · g5 vit bonde · e4 vit bonde · f3 vit drottning | g7 svart torn · h7 svart kung · c6 vit kung · d6 svart bonde · g6 svart bonde · d5 vit bonde · e5 svart löpare · g5 vit bonde · e4 vit bonde · f3 vit drottning | g7 svart torn · h7 svart kung · c6 vit kung · d6 svart bonde · g6 svart bonde · d5 vit bonde · e5 svart löpare · g5 vit bonde · e4 vit bonde · f3 vit drottning | g7 svart torn · h7 svart kung · c6 vit kung · d6 svart bonde · g6 svart bonde · d5 vit bonde · e5 svart löpare · g5 vit bonde · e4 vit bonde · f3 vit drottning | g7 svart torn · h7 svart kung · c6 vit kung · d6 svart bonde · g6 svart bonde · d5 vit bonde · e5 svart löpare · g5 vit bonde · e4 vit bonde · f3 vit drottning | 5 |
| 4 | g7 svart torn · h7 svart kung · c6 vit kung · d6 svart bonde · g6 svart bonde · d5 vit bonde · e5 svart löpare · g5 vit bonde · e4 vit bonde · f3 vit drottning | g7 svart torn · h7 svart kung · c6 vit kung · d6 svart bonde · g6 svart bonde · d5 vit bonde · e5 svart löpare · g5 vit bonde · e4 vit bonde · f3 vit drottning | g7 svart torn · h7 svart kung · c6 vit kung · d6 svart bonde · g6 svart bonde · d5 vit bonde · e5 svart löpare · g5 vit bonde · e4 vit bonde · f3 vit drottning | g7 svart torn · h7 svart kung · c6 vit kung · d6 svart bonde · g6 svart bonde · d5 vit bonde · e5 svart löpare · g5 vit bonde · e4 vit bonde · f3 vit drottning | g7 svart torn · h7 svart kung · c6 vit kung · d6 svart bonde · g6 svart bonde · d5 vit bonde · e5 svart löpare · g5 vit bonde · e4 vit bonde · f3 vit drottning | g7 svart torn · h7 svart kung · c6 vit kung · d6 svart bonde · g6 svart bonde · d5 vit bonde · e5 svart löpare · g5 vit bonde · e4 vit bonde · f3 vit drottning | g7 svart torn · h7 svart kung · c6 vit kung · d6 svart bonde · g6 svart bonde · d5 vit bonde · e5 svart löpare · g5 vit bonde · e4 vit bonde · f3 vit drottning | g7 svart torn · h7 svart kung · c6 vit kung · d6 svart bonde · g6 svart bonde · d5 vit bonde · e5 svart löpare · g5 vit bonde · e4 vit bonde · f3 vit drottning | 4 |
| 3 | g7 svart torn · h7 svart kung · c6 vit kung · d6 svart bonde · g6 svart bonde · d5 vit bonde · e5 svart löpare · g5 vit bonde · e4 vit bonde · f3 vit drottning | g7 svart torn · h7 svart kung · c6 vit kung · d6 svart bonde · g6 svart bonde · d5 vit bonde · e5 svart löpare · g5 vit bonde · e4 vit bonde · f3 vit drottning | g7 svart torn · h7 svart kung · c6 vit kung · d6 svart bonde · g6 svart bonde · d5 vit bonde · e5 svart löpare · g5 vit bonde · e4 vit bonde · f3 vit drottning | g7 svart torn · h7 svart kung · c6 vit kung · d6 svart bonde · g6 svart bonde · d5 vit bonde · e5 svart löpare · g5 vit bonde · e4 vit bonde · f3 vit drottning | g7 svart torn · h7 svart kung · c6 vit kung · d6 svart bonde · g6 svart bonde · d5 vit bonde · e5 svart löpare · g5 vit bonde · e4 vit bonde · f3 vit drottning | g7 svart torn · h7 svart kung · c6 vit kung · d6 svart bonde · g6 svart bonde · d5 vit bonde · e5 svart löpare · g5 vit bonde · e4 vit bonde · f3 vit drottning | g7 svart torn · h7 svart kung · c6 vit kung · d6 svart bonde · g6 svart bonde · d5 vit bonde · e5 svart löpare · g5 vit bonde · e4 vit bonde · f3 vit drottning | g7 svart torn · h7 svart kung · c6 vit kung · d6 svart bonde · g6 svart bonde · d5 vit bonde · e5 svart löpare · g5 vit bonde · e4 vit bonde · f3 vit drottning | 3 |
| 2 | g7 svart torn · h7 svart kung · c6 vit kung · d6 svart bonde · g6 svart bonde · d5 vit bonde · e5 svart löpare · g5 vit bonde · e4 vit bonde · f3 vit drottning | g7 svart torn · h7 svart kung · c6 vit kung · d6 svart bonde · g6 svart bonde · d5 vit bonde · e5 svart löpare · g5 vit bonde · e4 vit bonde · f3 vit drottning | g7 svart torn · h7 svart kung · c6 vit kung · d6 svart bonde · g6 svart bonde · d5 vit bonde · e5 svart löpare · g5 vit bonde · e4 vit bonde · f3 vit drottning | g7 svart torn · h7 svart kung · c6 vit kung · d6 svart bonde · g6 svart bonde · d5 vit bonde · e5 svart löpare · g5 vit bonde · e4 vit bonde · f3 vit drottning | g7 svart torn · h7 svart kung · c6 vit kung · d6 svart bonde · g6 svart bonde · d5 vit bonde · e5 svart löpare · g5 vit bonde · e4 vit bonde · f3 vit drottning | g7 svart torn · h7 svart kung · c6 vit kung · d6 svart bonde · g6 svart bonde · d5 vit bonde · e5 svart löpare · g5 vit bonde · e4 vit bonde · f3 vit drottning | g7 svart torn · h7 svart kung · c6 vit kung · d6 svart bonde · g6 svart bonde · d5 vit bonde · e5 svart löpare · g5 vit bonde · e4 vit bonde · f3 vit drottning | g7 svart torn · h7 svart kung · c6 vit kung · d6 svart bonde · g6 svart bonde · d5 vit bonde · e5 svart löpare · g5 vit bonde · e4 vit bonde · f3 vit drottning | 2 |
| 1 | g7 svart torn · h7 svart kung · c6 vit kung · d6 svart bonde · g6 svart bonde · d5 vit bonde · e5 svart löpare · g5 vit bonde · e4 vit bonde · f3 vit drottning | g7 svart torn · h7 svart kung · c6 vit kung · d6 svart bonde · g6 svart bonde · d5 vit bonde · e5 svart löpare · g5 vit bonde · e4 vit bonde · f3 vit drottning | g7 svart torn · h7 svart kung · c6 vit kung · d6 svart bonde · g6 svart bonde · d5 vit bonde · e5 svart löpare · g5 vit bonde · e4 vit bonde · f3 vit drottning | g7 svart torn · h7 svart kung · c6 vit kung · d6 svart bonde · g6 svart bonde · d5 vit bonde · e5 svart löpare · g5 vit bonde · e4 vit bonde · f3 vit drottning | g7 svart torn · h7 svart kung · c6 vit kung · d6 svart bonde · g6 svart bonde · d5 vit bonde · e5 svart löpare · g5 vit bonde · e4 vit bonde · f3 vit drottning | g7 svart torn · h7 svart kung · c6 vit kung · d6 svart bonde · g6 svart bonde · d5 vit bonde · e5 svart löpare · g5 vit bonde · e4 vit bonde · f3 vit drottning | g7 svart torn · h7 svart kung · c6 vit kung · d6 svart bonde · g6 svart bonde · d5 vit bonde · e5 svart löpare · g5 vit bonde · e4 vit bonde · f3 vit drottning | g7 svart torn · h7 svart kung · c6 vit kung · d6 svart bonde · g6 svart bonde · d5 vit bonde · e5 svart löpare · g5 vit bonde · e4 vit bonde · f3 vit drottning | 1 |
|   | a | b | c | d | e | f | g | h |   |

I nästa diagram har vit manövrerat länge utan framgång och det ser ut som om svart har fått till en fästning. Men vit hittar ett offer som vinner.
101.Dh3+ Kg8 102.De6+ Kh7 103.Dxe5! dxe5 104.d6 Tg8 105.d7 uppgivet. 
Vit vinner bondeslutspelet efter t ex 105...Kg7 106.Kc7 Kf7 107.d8D Txd8 108.Kxd8 Ke6 109.Ke8 etc.

### Dam mot torn
En dam vinner mot ett ensamt torn men vinstföringen kan vara svår att hitta. Man bör sträva efter att uppnå en position som den i det första diagrammet.
Om svart är vid draget så är han i dragtvång och måste avlägsna tornet från sin kung. Vit kan då erövra tornet med en gaffel till exempel på detta vis: 1...Tb1 2.Dd8+ Ka7 3.Dd4+ Ka8 4.Dh8+ Ka7 5.Dh7+ och tornet faller.
Om vit är vid draget kan han triangulera så att svart blir vid draget: 1.De5+ Ka8 2.Da1+ Kb8 3.Da5 och svart är vid draget och vit vinner som beskrivits ovan.
Ett sätt att försvara sig är att försöka hindra kungen från att komma till sjätte raden som i det andra diagrammet. 
Det går ändå att vinna detta genom att närma sig med dam och kung och driva tillbaka tornet genom schackar och hot om gafflar.
1.Dc7 Tf6 2.Ke5 Tg6 3.Dc4
Ett nyckeldrag där vit backar med damen för att i stället angripa på kungsflygeln.
3...Ke7 4.Dh4+ Kf7 5.Dh7+ Tg7 6.Df5+ Kg8 7.Ke6
Vit har nu trängt fram en rad med kungen och kan snart uppnå en vinstställning likt den i det första diagrammet.

### Dam mot torn och bönder
Damen vinner normalt mot torn och bonde, eller mot torn och två icke-förbundna bönder. Ett undantag är när det går att konstruera en fästning som i det första diagrammet.
Vit håller remi genom att hålla kungen i närheten av bonden och flytta tornet mellan a3 och c3. Svarts kung kan inte närma sig. 
Den här typen av fästning fungerar om kungen försvarar bonden och bonden är nära kanten (andra, sjätte eller sjunde raden eller b- eller g-linjen) så att kungen inte kan anfallas bakifrån. Annars vinner damen.
Med två förbundna bönder eller med tre bönder är partiet normalt remi men det finns ställningar som är vunna för endera sidan.
Även med lika bönder kan tornet ibland få till en fästning som i det andra diagrammet.
Vit höll sitt torn på femte raden och kungen i närheten av f3-bonden. Svart kunde inte hitta något sätt att bryta igenom och partiet slutade remi 30 drag senare.

### Dam mot lätta pjäser
Utan bönder kvar vinner damen mot en lätt pjäs, håller remi mot tre och förlorar mot fyra lätta pjäser. Mot två lätta pjäser är det lite mer komplicerat.
- Mot två löpare vinner damen men det kan ta så många drag att det faller på 50-dragsregeln. Det finns också enstaka undantagsställningar (fästningar) som är remi.

- Mot löpare och springare vinner damen enklare men även här finns några ställningar som är remi. Det första diagrammet visar ett exempel.

Svarts kung kan röra sig mellan fälten vid hörnet och löparen kan gå mellan b7 och a8 utan att vit kan bryta igenom. Till exempel 1.Kb5 Ka7 2.Dd8 La8 3.Ka5 Lb7.
- Två springare håller oftast remi mot damen. Springarna står bäst bredvid varandra med kungen mellan springarna och den anfallande kungen.

I det andra diagrammet kan spelet fortsätta till exempel 1.Dd1 Sd2+ 2.Ke2 Sb3.